# Оранжева Республіка
Оранжева Республіка (або Оранжева Вільна держава, афр. Oranje-Vrystaat) — незалежна бурська республіка у Південній Африці у другій половині XIX століття, а потім британська колонія та провінція Південно-Африканського Союзу. Вона є історичним попередником сучасної провінції Вільна держава. Територія простягається між річками Вааль і Оранжева. Її кордони були визначені Великою Британією у 1848 році, коли регіон було проголошено Суверенною територією річки Оранжева зі столицею у Блумфонтейні (Bloemfontein), де знаходився британський резидент.
У північній частині території у місті Вінбург (Winburg) у 1837 році була створена Фоуртреккерська Республіка. Ця держава об'єдналася з Республікою Потчефструм, яка пізніше увійшла до складу Південно-Африканської Республіки (Трансвааль).
Після надання незалежності Південно-Африканській Республіці, Велика Британія 17 лютого 1854 року визнала незалежність Суверенної території річки Оранжева, і країна офіційно стала незалежною під назвою Оранжева вільна держава 23 лютого 1854 року, з підписанням конвенції річки Оранжевої. Нова держава включила як територію навколо річки Оранжева, так і Вінбург-Потчефструмську Республіку.
Хоча Оранжева Республіка перетворилась на політично і економічно успішну державу, вона переживала хронічний конфлікт з британцями (англо-бурські війни), до тих пір, коли вона, зрештою, стала британською колонією у 1900 році. Республіка припинила своє існування як незалежна республіка після підписання бурами 31 травня 1902 р. Договору у Феріініхіні, що завершив Другу англо-бурську війну. У 1910 році увійшла до Південно-Африканського Союзу, який у 1961 році стає Південно-Африканською Республікою, а сама територія перетворюється у звичайну провінцію під своєю колишньою назвою, поряд з Кабо-Наталь та Трансвааль.
Назву «Оранжева» річці дали голландські протестантські колоністи на честь Оранської династії — королівської династії Нідерландів. Згодом так і назвали дану територію. Офіційною мовою в Оранжевій Республіці була нідерландська.

## Прапор
Державний Прапор Оранжевої Республіки був затверджений у 1856 році. Він складається з помаранчевих і білих горизонтальних смуг, які чергуються одна з одною (3 помаранчеві і 4 білі), у Лівому горішньому куті зменшене зображення нідерландського прапора. Прапор Голландії також був елементом колишнього Державного Прапора Південної Африки (від 1927 до 1994 року), звисаючи вертикально у центральній частині полотнища.

## Історія

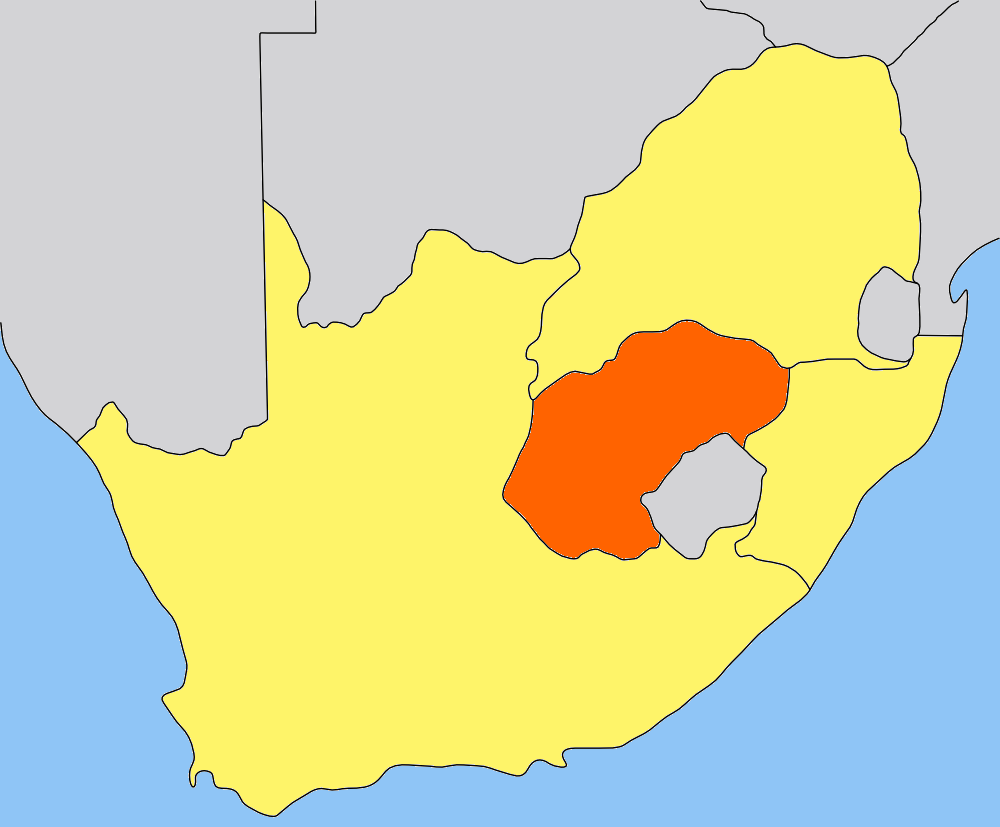
Республіка Оранжева на карті.

Більшість населення до приходу європейців становила народність тсвана. В долині річки Оранжева проживали готтентоти. Біля Драконових гір селилися бушмени. З 1817 по 1831 роки територія була спустошена вождем королівства Матабеле і тому стала знелюдненою.
У 1824 році фермери голландського, гугенотського і німецького походження, названі трекбурами (згодом скорочено бури) з Капської колонії, шукаючи пасовища для своєї худоби, оселилися тут. Друга хвиля переселення відбулася у 1836 р. (Великий трек (афр. Groot trekk)). Лідером перших поселенців був Андріс Хендрік Потхітер. Одразу бурські поселенці зіткнулися з місцевими племенами. У листопаді 1837 року вождь Мзіліказі був остаточно розбитий бурами.
У грудні 1836 року емігранти остаточно закріпилися за річкою Оранжевою і створили просту республіканську форму правління, обравши генеральну асамблею. Після поразки Мзіліказі було засновано місто Вінбург(Winburg) (назване так на честь своєї перемоги). Було сформовано Фольксраад, а Піта Ретіфа, одного з найздібніших фоутреккерів обрано «Губернатором і Генеральним комендантом».
Фольксраад у Вінбурзі продовжував заявляти про своє законне право на території між річками Оранжева і Вааль і наполягав на федерації з Республікою Потчефструм, яка оголосила аналогічні претензії. У 1846 році Майор Варден окупував Вінбург на короткий час, і відносини між бурами та англійцями набули стану постійної напруженості. Багато фермерів покинули Вінбург і переїхали до Трансваалю. Сер Гаррі Сміт став губернатором Капської провінції наприкінці 1847 року. Він визнав провал спроби керувати територією на основі договорів з гріквами і басуто і 3 лютого 1848 року він оголосив британський суверенітет над територією між Оранжевою і Ваалем на схід від Драконових гір. Енергійні заходи сера Гаррі Смітта отримали підтримку частини бурів, але Республіканська партія на чолі з Андрісом Преторіусом не підкорилася без боротьби. Однак опозиційні сили були розбиті військами сера Гаррі Сміта у битві біля Бумплаатса (Boomplaats) (29 серпня 1848). Тоді Преторіус разом зі своїми прихильниками, різко налаштованими проти британського правління, відступив через Вааль.
У березні 1849 року майора Вардена змінив у Блумфонтайні на посту цивільного уповноваженого майор Стюарт, але Варден залишився англійським резидентом до липня 1852 року. Були створені законодавчі збори, уряд, вищий суд. Так постала британська Суверенна територія річки Оранжевої (фактично колонія Британії). Проте боротьба за незалежність бурської республіки тривала. Після вторгнення Преторіуса у 1852 році була підписана Сандріверська декларація, яка визнавала незалежність Трансваалю, але не змінювала статусу Суверенної території річки Оранжевої. Проте згодом британці погодилися надати суверенітет цій території.
23 лютого 1854 року у Блумфонтайні підписана декларація, яка проголошувала незалежність республіки. У березні було сформовано уряд і піднято національний прапор. Після відмови британців від Оранжевої 28 березня 1854 року були обрані представники народу, які зустрілись у Блумфонтайні і до 18 квітня прийняли конституцію. Країна була оголошена республікою, і названа Оранжевою Вільною державою. Всі особи-власники європейського походження, які мали ценз осілості не менше шести місяців, отримували громадянські права. Обов'язки єдиного законодавчого органу було покладено на обраний цими представниками парламент фольксраад.
Виконавча влада була покладена на президента, обраного «громадянами» зі списку, представленого фольксраадом. Президент мав право обіймати посаду протягом п'яти років, а також переобиратися. Конституція згодом було змінена, але не втратила свого ліберального характеру. Слід було прожити п'ять років у країні, щоб натуралізуватися. Першим президентом став Йосіас Філіп Гоффман(Josias Philip Hoffman), але його усунули від влади, звинувативши у потуранні тубільцям племені Басото, вождеві яких Мошешо І він дав бочівку пороху на знак довіри. Другим президентом став Якобус Ніколаас Босгофф (Jacobus Nicolaas Boshoff).